# 白川町 (臺南市)
白川町，為台灣日治時期臺南州臺南市地名，位於後甲，為現今臺南市東區的一部分。

## 介紹
此地名出現於昭和12年（1937年），為臺南市都市擴張發展後，地方政府預定設立的新町名之一，其他新設的町尚有青葉町、伏見町、水道町、若竹町、乃木町、汐見町、昭和町。白川町的位在台南第二高等中學校至長榮中學校、長榮女學校一帶，屬於後甲的一部分。白川町的名稱是因為此處為北白川宮能久親王在1895年從臺灣府城大東門進城後所經過的路線。

## 町內設施
- 長榮中學校
- 長榮女學校